# Macvilho
Macvilho es una localidad del estado mexicano de Chiapas. Es parte del municipio de Chamula.

## Demografía
| Gráfica de evolución demográfica |
|                                  |

| Censo | Población |
| ----- | --------- |
| 1970  | 451       |
| 1980  | 606       |
| 1990  | 859       |
| 2000  | 779       |
| 2010  | 1 142     |
| 2020  | 1 234     |